# Carlos Julio Villar Alemán
Carlos Julio Villar Alemán (nacido en Cárdenas, Matanzas, el 1 de octubre de 1946) es un artista gráfico cubano, aunque desde 1990 reside en México. De formación autodidacta, desarrolla el dibujo humorístico. En 1980 pasa a formar parte de la Unión de Escritores y Artistas de Cuba (UNEAC). En 1983 se desempeñó como jurado en la III Bienal Internacional de Humorismo, que tomó lugar en San Antonio de los Baños (en La Habana). 

## Exposiciones Personales
En 1980 presenta la exposición personal René de la Nuez y Carlucho, en el FITIL Movie Theater, Moscú, U.R.R.S. En 1985 presenta 30 Obras de Humor Político de Carlucho, en Michoacán, México. En 1988 exhibe sus trabajos bajo el título Desde el blanco hasta el negro, en la Galería Juan David, Centro Cinematográfico Yara, La Habana, Cuba. Y en 1990 presenta Sobran las palabras, en el Castillo de la Real Fuerza, La Habana, Cuba.

## Exposiciones Colectivas
Además formó parte de muchas exposiciones colectivas, entre ellas las más relevantes son: el Salón'70, que aconteció en el Museo Nacional de Bellas Artes, La Habana, Cuba. En 1977 fue convocado a participar en la II International Cartoon Exhibition, Atenas, Grecia, 1977. "Good Morning Pollution", en Atenas, Grecia. Fue también partícipe de la III (1977) y la IV (1979) International Biennial of Humor and Satire in Art. "The World exists because it laughs." House of Humor and Satire, en Gabrovo, Bulgaria. Fue uno de los artistas seleccionados para conformar "60 Rassegna Internazionale di Satira e Umorismo. Trento Fra Realtà e Follia". "Peccati di gola", Studio d'Arte Andrómeda, en Trento, Italia, 1984. En 1986 participó en la Segunda Bienal de La Habana, Museo Nacional de Bellas Artes, La Habana, Cuba. 

## Premios
A lo largo de toda su vida ha recibido varias distinciones, entre ellas podemos menionar el Primer Premio por "To be or not to be" Contest of Satirical Drawings. Poland magazine, en Warsaw, Polonia, 1975. En 1980 fue reconocido con el Tercer Premio en Comic Strip. Le 171 Salon International de la Caricature. Terre des Hommes, Pavillon International de l'Humor, Montreal, Canadá. En 1981 obtuvo el Premio especial de of Kokodril Weekly en la II Bienal Internacional de Humorismo, San Antonio de los Baños, Cuba. En 1982 fue ganador del Premio "Gold Date"/Special Prize of the European Council. 351 Salone dell'Umorismo, en Bordighera, Italia. Y en 1986 fue ganador del IX Premioeen el 25ste International Cartoonfestival Knokke Heist, Humorhall Duinbergen, en Knokke Heist, Bélgica.

## Colecciones
En Cuba podemos encontrar algunos de sus trabajos formando parte de importantes colecciones como la del Museo del Humor, en San Antonio de los Baños, en La Habana, y la colección del Museo Nacional de Bellas Artes, La Habana, Cuba.
- Datos: Q5042242